# Les Frères Rico
Pour plus de détails, voir Fiche technique et Distribution.
Les Frères Rico (The Brothers Rico) est un film américain de Phil Karlson sorti en 1957, adapté du roman éponyme (1952) de Georges Simenon.

## Synopsis
Un ancien truand devenu homme d'affaires, Eddie Rico cherche à retrouver ses frères, gangsters ayant trahi l'organisation du crime, afin de les protéger.

## Fiche technique
- Réalisation : Phil Karlson
- Scénario : Lewis Meltzer et Ben Perry d'après Georges Simenon
- Durée : 92 minutes
- Musique : George Duning
- Image : Burnett Guffey
- Montage : Charles Nelson
- Production : William Goetz
- Lieu de tournage : Miami, Floride
- Date de sortie : 
  - France: 18 avril 1958
  - États-Unis : septembre 1957
- Affiche : André Bertrand (France)

## Distribution
- Richard Conte : Eddie Rico
- Dianne Foster : Alice Rico
- Kathryn Grant : Norah Malaks Rico
- Larry Gates : Sid Kubik
- James Darren : Johnny Rico
- Argentina Brunetti : Mrs. Rico
- Lamont Johnson : Peter Malaks
- Harry Bellaver : Mike Lamotta
- Paul Picerni : Gino Rico
- Paul Dubov : Phil
- Rudy Bond : Charlie Gonzales
- Richard Bakalyan : Vic Tucci
- William Phipps : Joe Wesson
- Pepe Hern (non crédité) : cadre de la banque